# Katherine Langford
Katherine Langford (født 29. april 1996) er en australsk skuespiller og som er mest kendt for at spille Hannah Baker i tv-serien Døde piger lyver ikke.